# Giovanni Piero Manenti
Giovanni Piero Manenti  (* um 1535 in Bologna; † 18. Juli 1597 in Florenz) war ein italienischer Komponist der Spätrenaissance.

## Leben
Gianpiero Manenti war ab März 1557 Organist an S. Giovanni in Florenz. Im Dezember 1570 erhielt er den Kapellmeisterposten an S. Stefono in Pisa. Nach dem Tode von Francesco Corteccia im Juni 1571 wurde Manenti Kapellmeister an S.Giovanni, legte aber dieses Amt bereits nach sechs Monaten nieder und wurde Organist an der Kathedrale von Florenz, ein Amt, das er bis zu seinem Tode ausübte. Manenti war ebenfalls als Musiker am Hof der Medici tätig und komponierte zumindest ein Werk für die „Compagnia di S.Giovanni Evangelista“ in Florenz. Insgesamt veröffentlichte Manenti vier Sammlungen Madrigale, zu denen renommierte Dichter, wie Giovanni Boccaccio, Francesco Petrarca, Jacopo Sannazaro und Torquato Tasso die Texte verfassten.
Manenti wurde von Scipione Cerreto in seiner „Della prattica musica vocale et strumentale“ (1601) gelobt. Seine Musik wurde in Deutschland und bei Pierre Phalèse in Antwerpen veröffentlicht, zum Teil mehr als 35 Jahre nach seinem Tod.

## Quelle
- New Grove, 1st Edition (eingeschränkte Vorschau)

| Personendaten    | Personendaten                                            |
| ---------------- | -------------------------------------------------------- |
| NAME             | Manenti, Giovanni Piero                                  |
| ALTERNATIVNAMEN  | Manenti, Gianpiero                                       |
| KURZBESCHREIBUNG | italienischer Organist und Komponist der Spätrenaissance |
| GEBURTSDATUM     | um 1535                                                  |
| GEBURTSORT       | Bologna                                                  |
| STERBEDATUM      | 18. Juli 1597                                            |
| STERBEORT        | Florenz                                                  |